# 島田忠昭
島田 忠昭（しまだ ただあき、1937年 - ）は、日本の照明技師である。日本映画テレビ照明協会会員、専門学校東京ビジュアルアーツ非常勤講師。

## 人物・来歴
1937年（昭和12年）、東京府（現在の東京都）に生まれる。

## 主なフィルモグラフィ
照明技師
- 宇宙怪獣ガメラ
- 泥の河
- ナナカマドの挽歌
- ダブルベッド
- OKINAWAN BOYS オキナワの少年
- 女囚・檻
- トロピカルミステリー 青春共和国
- 海に降る雪
- 台風クラブ
- きみが輝くとき
- 瀬戸内少年野球団 青春篇 最後の楽園
- 螢川
- 嵐が丘
- 童謡物語
- バトルヒーター
- ボクが病気になった理由
  - 第1話「マイ・スウィート・リトル・キャンサー」
  - 第2話「ランゲルハンス・コネクション」
  - 第3話「ハイパーテンション・ロード」
- ふたり
- ふたりだけのアイランド
- 復活の朝
- La VIE 共生!
- 深い河
- 愛する
- あつもの
- 血の絆

## 受賞歴
- 泥の河 - 1981年公開・日本アカデミー賞最優秀照明賞受賞
- 螢川 - 1987年公開・第11回日本アカデミー賞最優秀照明賞受賞[1]
- 深い河 - 1995年公開・第19回日本アカデミー賞優秀照明賞受賞[2]